# 2P2L
2P2L, pour Pourquoi Pas La Lune, est une société de production dont le siège se situe à Paris fondée par Stéphane Meunier, Jérôme Caza et François Pécheux en 1998 selon les sources,. Stéphane Meunier a quitté l'entreprise en 2008[réf. souhaitée].

## Historique
En 1998, la société produit le documentaire Les Yeux dans les Bleus, réalisé par Stéphane Meunier.
Stéphane Meunier, Jérôme Caza et François Pécheux lancent C'est ouvert le samedi sur Canal+, présentée par le binôme Pécheux-Caza. Rebaptisée Un monde de brutes  en 2001, l'émission atteint 5 % en pdm sur le créneau 13 h 15 - 14 h. Ils lancent également en 2013 De l'art et du cochon diffusé sur Arte à partir de septembre 2014.